# NK Sloga Pačetin
NK Sloga Pačetin je nogometni klub iz Pačetina.
U sezoni 2020./21. se natječe se u 3. ŽNL Vukovarsko-srijemska NS Vukovar.
U sklopu klupa djeluju 2 sekcije: pionirska i seniorska. Boje kluba su crvena i crna.

## Povijest

### Osnivanje i razdoblje prije Drugog svjetskog rata
Prvi nogometni klub u Pačetinu osnovan je 1933. godine pod nazivom F. K. "Jadran". To ime zadržao je godinu dana, do 1934., kada dobiva novo - F. K. "Hajduk". Iste godine (1934.) u Pačetinu osniva se još jedan klub koji dobiva ime "Sloga" te je bio druga momčad u naselju. Prvu loptu u Pačetin donio je Teodor Ignjatović, a momčad "Hajduka" 1935. godine dobiva nove dresove i u toj garnituri prvu utakmicu odigrali su protiv Jankovaca.
Pri samom osnivanju, 1933. godine, za momčad "Jadrana" igrali su: Crnogorac (nepoznato ime), Teodor Ignjatović, Nebojša Vukotić, Pandurević (nepoznato ime), Mito Stanić, Živojin Jocić, Vlado Stojanović, Vladimir Nudić, Gojko Jocić, Dušan Mačvanin, Savo Tomić, Gojko Stojanović, Savo Kovačević.

### Nakon Drugog svjetskog rata
Nakon Drugoga svjetskog rata "Sloga" se natjecala u podsavezima Osijek (1946. – 1958.), Vinkovci (1958. – 1964.) i Vukovar (1965. – 1991.). 
U sezoni 1983./84. Sloga osvaja drugo mjesto u prvenstvu nogometnoga saveza općine Vukovar s jednim bodom manje od prvaka Sinđelića.

### Nakon raspada SFRJ
U periodu od 1992. do 1998. godine, Sloga se natjecala u prvenstvima RSK U novijoj povijesti kluba svakako jedan od najvećih uspjeha je osvajanje kupa tadašnje Srijemsko-baranjske oblasti 1993. i 1997. godine.
Nakon mirne reintegracije, klub obustavlja djelovanje, te se u hrvatska nogometna natjecanja uključuje tek 2003. godine i od tada je član Treće županijske lige Vukovarsko-srijemske. U Trećoj županijskoj ligi je u sezoni 2006./2007. osvojila drugo mjesto.
Nakon završene sezone 2008/09. "Sloga" je nakon više od deset godina završila na prvom mjestu i ulazi u viši razred natjecanja.
Prvu sezonu u višem razredu natjecanja Sloga je završila neslavno, završivši na posljednjem (12.) mjestu, te se nakon neuspješnoga debija u 2. županijskoj nogometnoj ligi Vukovarsko-srijemske županije, nogometnoga središta Vukovar u sezoni 2009./10. opet se natječe u Trećoj županijskoj ligi Vukovarsko-srijemskoj. U prvoj sezoni (2010./11.) po povratku u 3. ŽNL osvaja drugo mjesto i stječe pravo učešća u 2. ŽNL, u kojoj se zadržava samo u narednoj sezoni (2011./12.), jer zauzima posljednje mjesto i ponovno se vraća u 3. ŽNL. Nakon jesenskog dijela sezone 2015./16., NK Sloga istupa iz natjecanja.

### Plasmani kluba kroz povijest
| Sezona                                                | Liga                                   | Plasman               |
| ----------------------------------------------------- | -------------------------------------- | --------------------- |
| 1946. – 1958. Prvenstvo Osječkog nogometnog podsaveza |                                        |                       |
| 1958./59.                                             | Podsavezna nogometna liga NP Vinkovci  | 11. mjesto            |
| 1960./61.                                             | Grupno prvenstvo NP Vinkovci Grupa V   |                       |
| 1983./84.                                             | 1. općinska nogometna liga Vukovar     | 2. mjesto             |
| 1984./85.                                             | 1. općinska nogometna liga Vukovar     | 5. mjesto             |
| 1985./86.                                             | 1. općinska nogometna liga Vukovar     |                       |
| 1986./87.                                             | 1. općinska nogometna liga Vukovar     |                       |
| 1987./88.                                             | 1. općinska nogometna liga Vukovar     | 4. mjesto             |
| 1988./89.                                             | 1. općinska nogometna liga Vukovar     |                       |
| 1989./90.                                             | 1. općinska nogometna liga Vukovar     |                       |
| 1990./91.                                             | 1. općinska nogometna liga Vukovar     |                       |
| 1991./92.                                             | klub se nije natjecao                  | klub se nije natjecao |
| 1992. – 1998. Prvenstvo RSK                           |                                        |                       |
| 1998. – 2003. klub se nije natjecao                   |                                        |                       |
| 2003./04.                                             | 3. ŽNL Vukovarsko-srijemska Grupa B    |                       |
| 2004./05.                                             | 3. ŽNL Vukovarsko-srijemska Grupa B    |                       |
| 2005./06.                                             | 3. ŽNL Vukovarsko-srijemska Grupa B    | 9. mjesto             |
| 2006./07.                                             | 3. ŽNL Vukovarsko-srijemska NS Vukovar | 2. mjesto             |
| 2007./08.                                             | 3. ŽNL Vukovarsko-srijemska NS Vukovar | 3. mjesto             |
| 2008./09.                                             | 3. ŽNL Vukovarsko-srijemska NS Vukovar | 1. mjesto             |
| 2009./10.                                             | 2. ŽNL Vukovarsko-srijemska NS Vukovar | 12. mjesto            |
| 2010./11.                                             | 3. ŽNL Vukovarsko-srijemska NS Vukovar | 2. mjesto             |
| 2011./12.                                             | 2. ŽNL Vukovarsko-srijemska NS Vukovar | 10. mjesto            |
| 2012./13.                                             | 2. ŽNL Vukovarsko-srijemska NS Vukovar | 12. mjesto            |
| 2013./14.                                             | 3. ŽNL Vukovarsko-srijemska NS Vukovar | 6. mjesto             |
| 2014./15.                                             | 3. ŽNL Vukovarsko-srijemska NS Vukovar | 3. mjesto             |
| 2015./16.                                             | 3. ŽNL Vukovarsko-srijemska NS Vukovar | 7. mjesto             |
| 2016./17.                                             | klub se nije natjecao                  | klub se nije natjecao |

## Ostalo
U organizaciji kluba održava se memorijani turnir "Stevan Kresić".

## Vanjske poveznice
- Sportske udruge u općini Trpinja